# با گذشت روزها، از پس سال‌ها…
با گذشتِ روزها، از پسِ سال‌ها… (لهستانی: Z biegiem lat, z biegiem dni…) یک مجموعهٔ تلویزیونی درام تاریخی لهستانی است که در سال ۱۹۸۰ منتشر شد. یکی از طراحان صحنهٔ این سریال تلویزیونی آلان استارسکی بود.
این مجموعهٔ داستانی، دربارهٔ زندگی و سرنوشت دو خانواده اهل کراکوف در سال‌های ۱۸۷۴ تا ۱۹۱۴ است و فیلم‌نامهٔ آن، اقتباسی از آثار برخی نویسندگانِ مشهور لهستان همچون یولیوش کادن-باندروفسکی، گابریلا زاپولسکا، یان آئوگوست کیشلفسکی، زیگمونت کاوِتسکی و میخاو بائوتسکی بود.

## گزیدهٔ بازیگران
- ایزابلا اولشفسکا
- دانیل اولبریخسکی
- تِـرِسا بوجیش-کژیژانوفسکا
- یژی راجیویوویچ
- یژی بینچیتسکی
- آنا پولونی
- یرژی اشتور
- لِـشِک پیسکورش
- دوروتا پومیکاوا
- اِوا کولاشینسکا
- الژبیتا کارکوشکا
- ویسواف وویچیک
- استانیسواف گرونکوفسکی
- یژی ترلا
- یان نووینسکی
- هالینا کفیاتکوفسکا
- کشیشتف گلوبیش
- یژی فدوروویچ
- یان مونچکا
- آگنیشکا ماندات
- مارچین سُسنوفسکی